# Рара червоновола
Рара червоновола (Phytotoma rutila) — вид горобцеподібних птахів родини котингових (Cotingidae).

## Розповсюдження
Цей вид поширений в Аргентині, на заході Болівії, заході Парагваю, заході Уругваю, крайньому південному заході Бразилії. Мешкає в низовинних напівпосушливих або посушливих деревних або чагарникових формаціях, але досягає 3500 м висоти у Болівійських Андах.

## Опис
Птах завдовжки від 18 до 19,5 см і вагою від 30 до 57 г. Дзьоб чорнуватий або сіруватий. Ноги сірувато-коричневі. Райдужна оболонка пломаранчево-жовта. Є чіткий статевий диморфізм. У самця каштановий лоб і низ; тім'я, потилиця і спина коричнево-сірі з ледь помітними вохристими прожилками. Крила коричневі з білими смугами на криючих, а хвіст коричневий з білим кінчиком на зовнішніх перах. У самиці спина сірувата з темно-коричневими прожилками; нижня сторона світло-коричного кольору з темно-коричневими прожилками. Крила коричневі з охристими краями, а хвіст коричневий з білим кінчиком на зовнішніх пір'їнах.

## Спосіб життя
Раціон складається в основному з фруктів, листя та квітів, інколи з насіння та комах. Гніздування відбувається з вересня по лютий. Гніздо є напівсферичною структурою з колючих гілочок. Розташоване на гілках кущів, дерев, ліан. Відкладає три, рідше чотири вохристі або зелені яйця з темно-коричневими та сірими плямами, більш зосередженими на головному полюсі. Іноді яйця без плям. Насиджуванням займається самиця. Інкубаційний період триває 14-15 днів. Пташенятам потрібно 14 днів, щоб покинути гніздо.

## Підвиди
- Phytotoma rutila angustirostris d'Orbigny y Lafresnaye, 1837 — мешкає на височинах у центральній і південній Болівії і на північному заході Аргентини.
- Phytotoma rutila rutila Viellot, 1818 — мешкає на рівнинах і в горах західного Парагваю, західного Уругваю, крайнього південного заходу Бразилії та північної та центральної Аргентини.